# Nuevitas
Nuevitas ist ein Municipio und eine Hafenstadt in der kubanischen Provinz Camagüey. Entdeckt wurde die Bucht 1492 von Christopher Columbus. Nuevitas wurde im Jahre 1775 gegründet und befindet sich seit 1828 an ihrem heutigen Platz.

## Geographie
Nuevitas befindet sich im Norden der Halbinsel Guincho. In der Stadt befindet sich ein großer Seehafen, der ein wichtiger Umschlagplatz für kubanischen Zucker und andere Produkte aus den umliegenden landwirtschaftlichen Betrieben ist.
Aufgeteilt ist Nuevitas in die Barrios Primero, Segundo, Alvaro, Tercevo, Reinoso, Lugareño, San Miguel, Redención und Senado.
Obwohl Nuevitas nicht sehr groß ist, gehört es doch wegen seiner wirtschaftlichen Bedeutung zu einer der wichtigsten Städte Kubas. Zudem befindet sich die Stadt unweit des besonders unter Touristen beliebten Orts Playa Santa Lucía. Cayo Sabinal befindet sich unmittelbar nördlich von Nuevitas.
Der einzige Wasserweg, der Santa Lucía von der Ensenada Playa Bonita trennt, ist der Kanal von Nuevitas, der gleichzeitig den Bahia de Nuevitas mit dem Atlantischen Ozean verbindet.

## Demographie
Im Jahr 2012 zählte die Gemeinde Nuevitas 61.625 Einwohner (Zensus 2012). Mit einer Gesamtfläche von 415 km² besitzt die Stadt eine Bevölkerungsdichte von 44,9 Einwohner/km².

## Persönlichkeiten
- Mario Eusebio Mestril Vega (* 1940), Bischof
- Joel Lamela (* 1971), Sprinter
- Danilo Maldonado (* 1983), Graffiti-Künstler und Dissident